# .io
.io (Inglês: British Indian Ocean) é o código TLD (ccTLD) na Internet para o Território Britânico do Oceano Índico. Também é comercializado como domínio de topo para Internet Of Change (internet das coisas), para domínios de tecnologia, jogos, inovação e outros assuntos da internet.
O domínio é operado pela Internet Computar Bureau LTD, sendo uma subsidiária da Identity Digital.

## Jogos de navegador
Jogos como Agar.io (2015) e Deeeep.io (2016) são exemplos de jogos de navegador que utilizam o domínio .io em seus sites. Caracterizados por gráficos simples e jogabilidade em uma arena multijogador gratuita para todos, os jogos .io receberam cerca de 192 milhões de visitas em 2017.